# شعبية الجفرة
شعبية الجفرة هي إحدى شعبيات ليبيا. وتقع في وسط البلاد وتتميز بمناخها الصحراوي ويكثر فيها النخيل وتعد التمور أهم المنتجات بها قديما وفي الحاضر، وتنتج الجفرة أجود وأرقى أصناف التمور على مستوى ليبيا. والجفرة غنية بالموروث الشعبي الذي انتشر في ليبيا وحتى خارجها. إداريا تضم الجفرة كلا من المدن التالية: ودان - هون - سوكنة - زلة - الفقهاء. ويمكن للجفرة أن تكون مقصدا سياحيا مُهمّا لما تحويه من معالم وكذلك الطبيعة الصحراوية التي تجذب لها الكثير من السوّاح وبالأخص الأوروبيين.
وتسمية الجفرة تسمية حديثة، حيث إن الاسم القديم لها هو ودان، وسُمّيت في العهد العثماني باسم قضاء سوكنة، ثم اكتسبت اسمها الجديد الجفرة.

## أهم المدن
- ودان هي أقدم مدن البلدية وتتميز بالتراث الشعبي الفني العريق. وتنتج مدينة ودان أصنافا من التمور الفاخرة شأنها في ذلك شأن بعض مدن الجفرة الأخرى إن لم تكن أكثرها إنتاجا حتى الوقت الحالي. وتحوي المدينة آثاراً عتيقة تعود للعصر الجرمنتي والروماني والإسلامي القديم. ولأهلها دور بارز في مقاومة ظلم الحكام الأتراك والقذافي والجهاد ضد الاستعمار الإيطالي.
- زلة: وهى واحدة من ظمن المناطق التي تتواجد بها ثروتي النفط والغاز في ليبيا. وتتميز بجود أهلها وكرمهم.
- هون: وهي العاصمة الرئيسية للجفرة وأهم المدن فيها وبها المجمعات الإدارية وتشتهر باحتضان مهرجان سنوي هو مهرجان الخريف السياحي الدولي بمدينة هون ((مهرجان الخريف))، وتعتبر هذة المدينة أحد أهم المدن الليبية من ناحية الموقع الجغرافي استخدمه كقاعدة عسكرية من أيام الاستعمار الإيطالي والوحيدة في مدن الغرب الليبي التي تم تهجير أهلها فيما يسمى ((بالجلوة)) وتشتهر بالموروث الفني والتراثي وكان لمدينة هون دور كبير في حركة الجهاد ضد الاحتلال الإيطالي.
- سوكنة وقد كانت المركز الإداري للجفرة في العهد العثماني والذي كان يطلق عليه قضاء سوكنة.. ويتبع سوكنة منطقتين زراعيتين سكنيتين هما فرجان والحمام، هذا بالإضافة إلى المشاريع الزراعية الأخرى التي تركز على زراعة أشجار النخيل. وتنتج مدينة سوكنة أنواعا من التمور الفاخرة شأنها في ذلك شأن بعض مدن الجفرة الأخرى إن لم تكن أفضلها مذاقا وذلك لوجود المياه العذبة مقارنة بمدن المنطقة الأخرى. ولهدا فإن سوكنة تعتبر من أهم مدن محافظة الجفرة باعتبارها مصدراً رئيسياً للمياه العذبة، فهى تغطي احتياجاتها واحتياجات المدن المجاورة لها من الماء، بالإضافة إلى خام الزلط المستخدم في عملية البناء.
- الفقهاء وهي منطقة جبلية توجد في الجنوب من سوكنة وتمتاز بالينابيع التي تخرج من الجبال المحيطة بالمنطقة وأهم الينابيع ينبوع عين زغراتا الذي يخرج من الجبل ويغدي كافة أرجاء المدينة بالماء العذب.

وتعتبر الفقهاء من المناطق الخمسة التابعة لمحافظة الجفرة وهي بالقرب من سلسلة جبال الهروج الأسود وهي تمتاز بوجود عيون المياه بها وهي تزيد عن 25 عيناً وهي ذات مياه عذبة وتزدان بغابات من النخيل الباسق في سلسلة صوارها الخالق باجمل ما يكون وهي من المدن الحضارية العريقة والتي بها من الدلالات والشواهد على مر العصور التي مرت بها وحيث لا توجد لا أبحاث ولا دراسات تاريخية أو أثرية على هذه المنطقة.